# Eudorylas fuscipes
Eudorylas fuscipes är en tvåvingeart som först beskrevs av Zetterstedt 1844.  Eudorylas fuscipes ingår i släktet Eudorylas och familjen ögonflugor. Arten är reproducerande i Sverige. Inga underarter finns listade i Catalogue of Life.